# Tigermilk
Tigermilk – debiutancki album Belle and Sebastian wydany w 1996 roku na winylu w limitowanym nakładzie 1000 egzemplarzy przez Electric Honey, w 1999 roku wznowiony na CD i winylu przez Jeepster Records.

## Lista utworów
(Wszystkie utwory są autorstwa Stuarta Murdocha)
1. „The State I Am In” – 4:57
2. „Expectations” – 3:34
3. „She's Losing It” – 2:22
4. „You're Just a Baby” – 3:41
5. „Electronic Renaissance” – 4:50
6. „I Could Be Dreaming” – 5:56
7. „We Rule the School” – 3:27
8. „My Wandering Days Are Over” – 5:25
9. „I Don't Love Anyone” – 3:56
10. „Mary Jo" – 3:29

## Muzycy
- Stuart Murdoch – wokal, gitara
- Stuart David – bas
- Isobel Campbell – wiolonczela
- Chris Geddes – klawisze, pianino
- Richard Colburn – perkusja
- Stevie Jackson – gitara
- Mick Cooke – trąbka